# Estació de trens de Dommeldange
L'Estació de trens de Dommeldange (en luxemburguès: Gare Dummeldeng; en francès: Gare de Dommeldange, en alemany: Bahnhof Dommeldingen) és una estació de tren que es troba a Dommeldange, un barri al nord-est de la ciutat de Luxemburg, al sud de Luxemburg. La companyia estatal propietària és Chemins de Fer Luxembourgeois.
L'estació està situada en la línia 10 CFL, que connecta la ciutat de Luxemburg amb el centre i nord del país. És la primera parada cap al nord de l'estació de Luxemburg, que es troba a 4,5 quilòmetres al sud, a l'altre costat de la Ville Haute.

## Servei
Per Dommeldange passa les línies de tren 10 CFL : Regional Express (RE) i Regionalbahn (RB), que realitzen transports entre les estacions de Luxemburg i Diekirch, o Troisvierges, o Gouvy (a Bèlgica).